# Estadio Príncipe Abdullah bin Jalawi
El Estadio Príncipe Abdullah bin Jalawi es un estadio multiusos ubicado en la ciudad de Al Hasa, Arabia Saudita. Lleva el nombre en honor del príncipe saudí Muhammad bin Abdullah bin Jalawi Al Saud. Está dedicado principalmente a la práctica del fútbol, siendo utilizado por el club Al Fateh de la Liga Saudí, cuenta también con instalaciones para la práctica de atletismo.